# Chidambaram Subramaniam

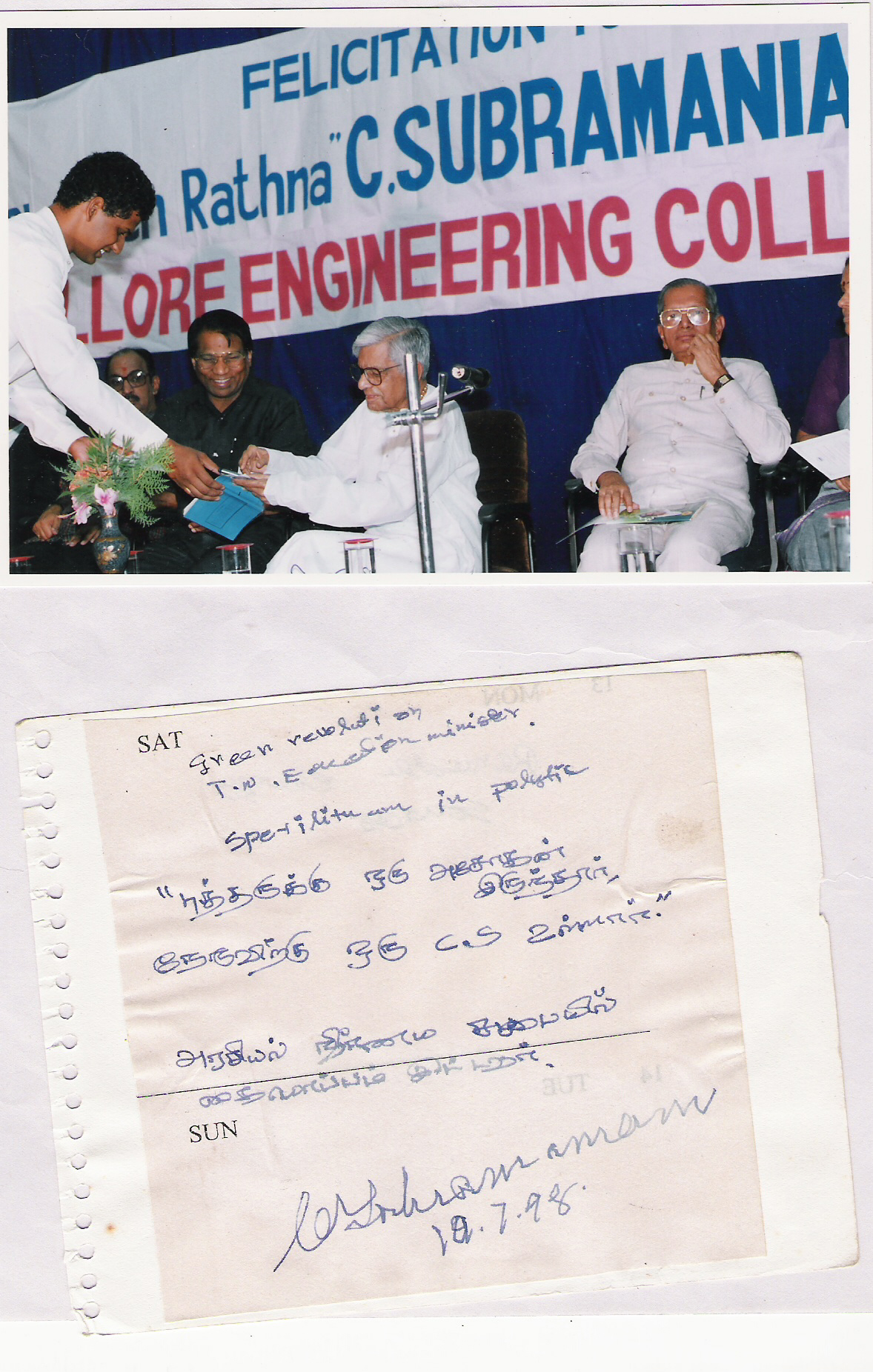
Chidambaram "CS" Subramaniam skriver en autograf, 1998.

Chidambaram Subramaniam (ofta kallad CS), född 30 januari 1910, död 7 november 2000, var en indisk politiker i Kongresspartiet (INC) och självständighetsaktivist, i Indien känd som "Gröna vågens fader" (Father of the Green Revolution). Han inledde sin karriär i delstaten Tamil Nadu och tillhörde från tidigt 1960-tal partiet på toppnivå.
Subramaniam invaldes i Lok Sabha 1962 och blev snart minister för stål och gruvor. Snart nog utnämndes han till jordbruksminister i Indiens regering, senare blev han även finans- respektive försvarsminister. Enligt indiskt mönster fortsatte Subramaniam att bekläda höga uppdrag även vid långt framskriden ålder.
1992 tvingades han dock avgå från posten som guvernör i Maharashtra sedan en tidning avslöjat att Subramaniam kritiserat Indiens dåvarande federale premiärminister, P.V. Narasimha Rao, och dennes sätt att leda regeringen. 1998 tillerkändes Subramaniam Indiens högsta civila utmärkelse, Bharat Ratna.